# Mahalingpur
Mahalingpur is een dorp in het district Bagalkot van de Indiase staat Karnataka. 

## Demografie
Volgens de Indiase volkstelling van 2001 wonen er 30.861 mensen in Mahalingpur, waarvan 51% mannelijk en 49% vrouwelijk is. De plaats heeft een alfabetiseringsgraad van 58%. 